# Шербакульский район
Шербаку́льский райо́н — административно-территориальная единица (район) и муниципальное образование (муниципальный район) на юго-западе Омской области России.
Административный центр — рабочий посёлок Шербакуль.

## География
Площадь района — 2300 км².

## История
Борисовский район образован Постановлением ВЦИК от 25 мая 1925 года путём преобразования Борисовской укрупнённой волости Омского уезда Омской губернии. Район вошёл в состав Омского округа Сибирского края.
В 1933 году Борисовский район переименован в Шербакульский.
В 2008 году из учётных данных исключён 1 населённый пункт (деревня Талово).

## Население
| 1926    | 1959    | 1970    | 1979    | 1989    | 2002    | 2006    | 2009    |
| ------- | ------- | ------- | ------- | ------- | ------- | ------- | ------- |
| 25 729  | ↗29 780 | ↗31 780 | ↘29 500 | ↗29 906 | ↘25 486 | ↘25 000 | ↘24 085 |
| 2010    | 2011    | 2012    | 2013    | 2014    | 2015    | 2016    | 2017    |
| ↘21 342 | ↘21 280 | ↘21 053 | ↘20 938 | ↘20 633 | ↘20 378 | ↘20 221 | ↘20 031 |
| 2018    | 2019    | 2020    | 2021    | 2023    |         |         |         |
| ↘19 885 | ↘19 613 | ↘19 416 | ↘19 292 | ↘18 975 |         |         |         |

### Национальный состав
По Всероссийской переписи населения 2010 года
| Национальность  | Численность населения, чел. | Доля от населения |
| --------------- | --------------------------- | ----------------- |
| Русские         | 13 958                      | 65,40             |
| Казахи          | 3610                        | 16,92             |
| Немцы           | 1899                        | 8,90              |
| Украинцы        | 876                         | 4,10              |
| Татары          | 173                         | 0,81              |
| Белорусы        | 111                         | 0,52              |
| Прочие нации    | 715                         | 3,35              |
| Итого по району | 21 342                      | 100               |

### Урбанизация
В городских условиях (рабочий посёлок Шербакуль) проживают 34,01 % населения района.

## Муниципально-территориальное устройство
В Шербакульском районе 38 населённых пунктов в составе одного городского и девяти сельских поселений:
| №  | Городское и сельские поселения       | Административный центр    | Количество населённых пунктов | Население | Площадь, км2 |
| -- | ------------------------------------ | ------------------------- | ----------------------------- | --------- | ------------ |
| 1  | Шербакульское городское поселение    | рабочий посёлок Шербакуль | 1                             | ↘6454     | 27,65        |
| 2  | Александровское сельское поселение   | село Александровское      | 2                             | ↘1228     | 100,24       |
| 3  | Бабежское сельское поселение         | село Бабеж                | 3                             | ↘1004     | 187,62       |
| 4  | Борисовское сельское поселение       | село Борисовское          | 6                             | ↘1430     | 426,05       |
| 5  | Екатеринославское сельское поселение | село Екатеринославка      | 5                             | ↘1929     | 303,69       |
| 6  | Изюмовское сельское поселение        | село Изюмовка             | 5                             | ↘1567     | 304,46       |
| 7  | Красноярское сельское поселение      | село Красноярка           | 6                             | ↘1705     | 283,07       |
| 8  | Кутузовское сельское поселение       | село Кутузовка            | 2                             | ↘1269     | 208,41       |
| 9  | Максимовское сельское поселение      | село Максимовка           | 4                             | ↘1087     | 233,62       |
| 10 | Славянское сельское поселение        | село Таловское            | 4                             | ↘1302     | 247,01       |

| №  | Населённый пункт   | Тип             | Население | Муниципальное образование            |
| -- | ------------------ | --------------- | --------- | ------------------------------------ |
| 1  | 1-е Комиссаровское | деревня         | 382       | Борисовское сельское поселение       |
| 2  | Александровское    | село            | 1299      | Александровское сельское поселение   |
| 3  | Артакшил           | аул             | 372       | Изюмовское сельское поселение        |
| 4  | Бабеж              | село            | 668       | Бабежское сельское поселение         |
| 5  | Больше-Васильевка  | деревня         | 176       | Бабежское сельское поселение         |
| 6  | Большой Искак      | аул             | 119       | Александровское сельское поселение   |
| 7  | Борисовское        | село            | 979       | Борисовское сельское поселение       |
| 8  | Вербовка           | деревня         | 81        | Бабежское сельское поселение         |
| 9  | Вишневка           | деревня         | 76        | Изюмовское сельское поселение        |
| 10 | Дубровка           | деревня         | 167       | Кутузовское сельское поселение       |
| 11 | Екатеринославка    | село            | 1394      | Екатеринославское сельское поселение |
| 12 | Елизаветино        | деревня         | 175       | Максимовское сельское поселение      |
| 13 | Изюмовка           | село            | 877       | Изюмовское сельское поселение        |
| 14 | Карагаш            | аул             | 116       | Красноярское сельское поселение      |
| 15 | Койчубай           | аул             | 199       | Изюмовское сельское поселение        |
| 16 | Кокчинск           | деревня         | ↘137      | Красноярское сельское поселение      |
| 17 | Комсомольское      | деревня         | 43        | Борисовское сельское поселение       |
| 18 | Красноярка         | село            | ↘781      | Красноярское сельское поселение      |
| 19 | Красный Восток     | деревня         | 172       | Славянское сельское поселение        |
| 20 | Крушановка         | деревня         | 195       | Екатеринославское сельское поселение |
| 21 | Кудук-Чилик        | аул             | 165       | Екатеринославское сельское поселение |
| 22 | Кутузовка          | село            | 1292      | Кутузовское сельское поселение       |
| 23 | Ларга              | деревня         | 53        | Максимовское сельское поселение      |
| 24 | Максимовка         | село            | 921       | Максимовское сельское поселение      |
| 25 | Новоскатовка       | деревня         | ↘445      | Екатеринославское сельское поселение |
| 26 | Путиловка          | деревня         | 128       | Максимовское сельское поселение      |
| 27 | Северное           | деревня         | 305       | Изюмовское сельское поселение        |
| 28 | Славянка           | деревня         | 248       | Славянское сельское поселение        |
| 29 | Славянское         | деревня         | 65        | Славянское сельское поселение        |
| 30 | Солнцево           | деревня         | 432       | Красноярское сельское поселение      |
| 31 | Таловское          | село            | 954       | Славянское сельское поселение        |
| 32 | Тарналы            | деревня         | 111       | Борисовское сельское поселение       |
| 33 | Центральное        | деревня         | 312       | Борисовское сельское поселение       |
| 34 | Чадск              | деревня         | ↘214      | Красноярское сельское поселение      |
| 35 | Шахат              | аул             | 184       | Екатеринославское сельское поселение |
| 36 | Шербакуль          | рабочий посёлок | ↘6454     | Шербакульское городское поселение    |
| 37 | Южное              | деревня         | 32        | Борисовское сельское поселение       |
| 38 | Яблоновка          | деревня         | ↘97       | Красноярское сельское поселение      |

### Упразднённые населённые пункты
- 2-е Комиссаровское
- 3-е Комиссаровское
- Мариуполь
- Найман
- Талово

## Транспорт
Районный центр — пп. Шербакуль, связан с центром Омской области г. Омском автомобильной трассой с асфальтовым покрытием. Сообщение — маршрутные такси (а/м «Газель», ПАЗ).

Железные дороги и водный транспорт отсутствуют.

## Культура
В МУК «КДЦ» есть замечательный коллектив — образцовый ансамбль народного танца «ТОПОТУШКИ», он объединяет 85 ребят в возрасте от 5 до 17 лет. Ребята лауреаты многих областных, региональных и международных конкурсов. Коллектив — обладатель премии Губернатора Омской области в номинации «Лучший творческий коллектив». Руководители Татьяна и Степан Кызыма.
Шербакульская библиотека.
Культура Шербакульского муниципального района представлена: Комитетом культуры, «Шербакульская межпоселенческая централизованная библиотека» им. Р. И. Рождественского, «Шербакульский историко — краеведческий музей», «Культурно—досуговый центр», «Межпоселенческое социокультурное объединение».

## Достопримечательности

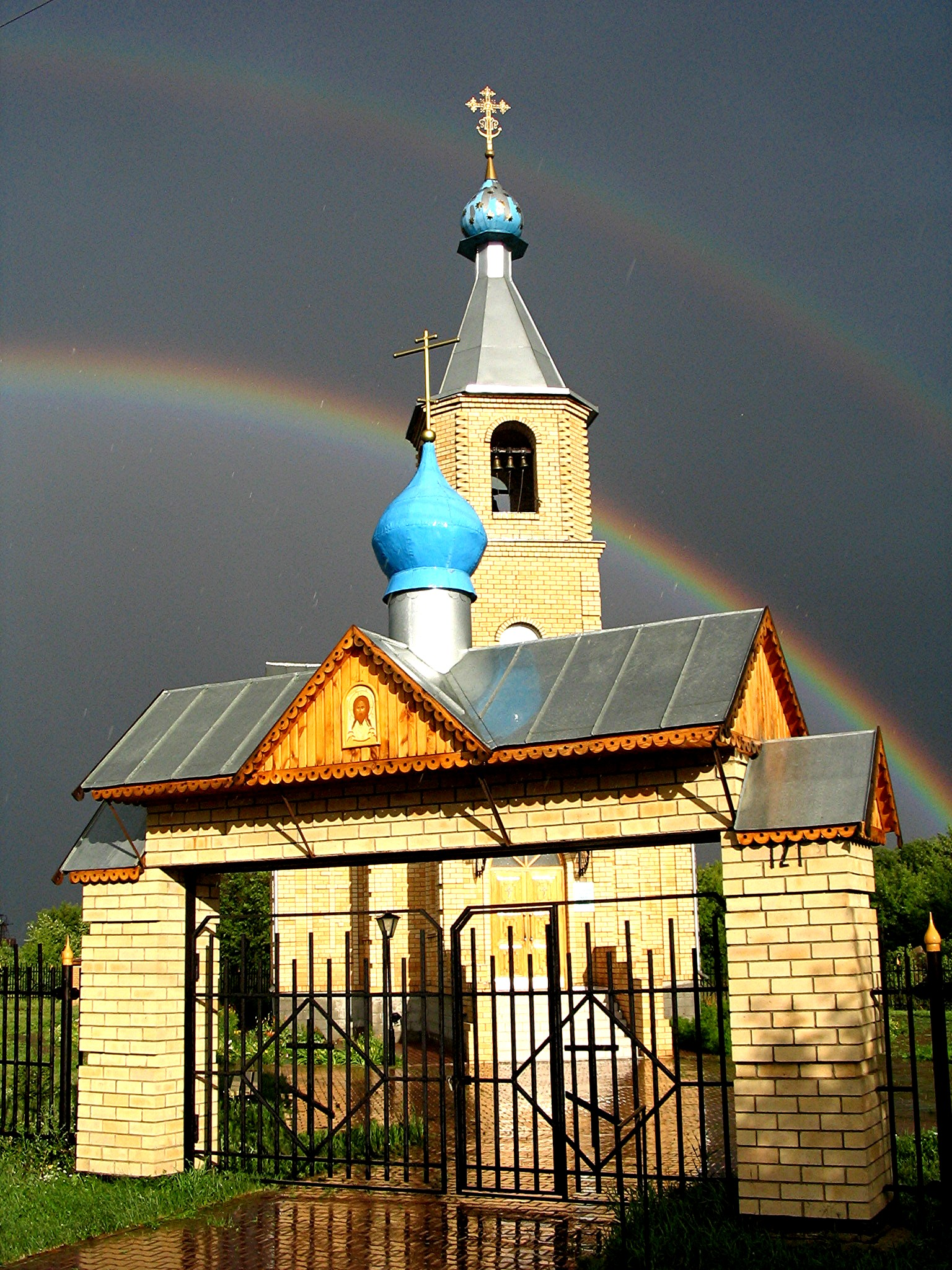
Шербакульская Святоуспенская Церковь, 2006

- Святоуспенская церковь

Памятники истории, архитектуры, археологии и монументального искусства района
- Обелиск воинам-землякам, погибшим в годы Великой Отечественной войны 1941—1945 годы, установлен в 1950 году, Шербакуль
- и ряд других